# Burgstall Hochhaus
Der Burgstall Hochhaus  liegt in  Hochhaus, einem Ortsteil des niederbayerischen Marktes Ortenburg im Landkreis Passau. Der Burgplatz der abgegangenen Niederungsburg liegt unmittelbar nördlich der Wolfach. Die Anlage wird als Bodendenkmal unter der Aktennummer D-2-7445-0181 im Bayernatlas als „mittelalterlicher Niederungsburgstall mit zugehörigem eingegrenztem Wirtschaftshof“ geführt.

## Beschreibung
Auf einer Lidaraufnahme ist ein rechteckiges Burgplateau mit einem flachen Turmhügel oder einem befestigten Hof zu erkennen. Das Burgplateau des Burgstalls Hochhaus macht ca. 25 × 25 m aus. Ursprünglich war die Anlage von einem breiten Wassergraben umgeben. Bei dem heute bestehenden Hof „Hochhaus“ handelt es sich vermutlich um den ehemaligen Wirtschaftshof bzw. eine Vorburg.